# Boophis haematopus
Boophis haematopus är en groddjursart som beskrevs av Glaw, Vences, Andreone och Denis Vallan 200. Boophis haematopus ingår i släktet Boophis och familjen Mantellidae. IUCN kategoriserar arten globalt som sårbar. Inga underarter finns listade.